# Impianto a dischi biologici
Un impianto a dischi biologici o a biodischi ( noto anche come CBR - Contattore Biologico Rotante) è un sistema di depurazione biologica a biomassa adesa a supporto mobile costituito da una serie di dischi in polistirene o polietilene, parzialmente immersi nel liquame, che ruotano lentamente attorno ad un albero (velocità di rotazione da 2 a 5 giri/minuto), in modo tale che la superficie dei biodischi venga alternativamente a contatto con l'aria e con la fase liquida.

## Meccanismo
I dischi sono immersi, per il 40% del loro diametro, in una vasca dove scorrono continuamente i liquami.

Durante la rotazione i microrganismi si depositano sul disco formando un film di materiale organico, che aumenta progressivamente il suo spessore.

Alternativamente, durante il moto di rotazione, la pellicola si satura di ossigeno nella fase di esposizione all'aria, per poi immergersi ad adsorbire e metabolizzare le sostanze organiche disciolte e colloidali presenti nel liquame.

La pellicola continua a svilupparsi finché ha raggiunto spessori massimi di 2–5 mm, per poi distaccarsi autonomamente, sotto forma di fiocchi sedimentabili, facilitata dall'azione di taglio indotta dalla resistenza all'avanzamento del disco nel refluo.

La pellicola distaccata viene trasportata dal refluo e viene eliminata nella fase di decantazione secondaria.

## Applicazioni
Il metodo a dischi biologici costituisce una fase di trattamento secondario, volta a rimuovere l'inquinamento organico presente nei liquami allo stato disciolto o sospeso.

Rispetto al sistema dei letti percolatori, che è un sistema a supporto fisso, in un impianto a dischi biologici sono in movimento sia il liquame sia il pietrisco e questo presenta un doppio vantaggio: è efficace anche per depurare acque fortemente inquinate e inoltre eventuali sostanze tossiche presenti distruggono solo i microrganismi che rivestono i primi dischi investiti dall'acqua reflua.

Il sistema a biodischi è indicato nella depurazione delle acque di piccole comunità quali campeggi, villaggi turistici, ecc..